# Verna Fields
Verna Fields (ur. 21 marca 1918 w Saint Louis, zm. 30 listopada 1982 w Los Angeles) – amerykańska montażystka filmowa. Laureatka Oscara za najlepszy montaż do filmu Szczęki (1975) Stevena Spielberga. Była wcześniej nominowana do tej nagrody za Amerykańskie graffiti (1973) George'a Lucasa. Kilkukrotnie współpracowała z reżyserem Peterem Bogdanovichem, dla którego zmontowała filmy No i co, doktorku? (1972), Papierowy księżyc (1973) i Daisy Miller (1974). Odpowiadała również za montaż filmu Spielberga Sugarland Express (1974).